# 피노 (기업)
 피노(Fino)는 대한민국의 이동통신용 중계기 및 모바일 게임 퍼블리싱 기업이다. 본사는 경기도 안양시 동안구 부림로 170번길 41-3(관양동,서화빌딩)에 위치해 있으며 대표이사는 예마오창이다. 스카이문테크놀로지에서 현재의 사명으로 변경하였다. 

## 논란
2024년 한국거래소에 의해 단일판매·공급계약 이행금액 50% 이상 변경 등을 공시 변경한 이유로 불성실공시법인 지정되었다

## 유상증자
2024년 운영자금 조달을 위해 등 주당 1천 315원에 75억원 규모의 제3자배정 유상증자를 Zoomwe Hong Kong Energy Technology Co., Ltd를 대상으로 하였다.
 Zoomwe는  자금 납입 중국 최대 전구체 기업 CNGR의 자회사이다

## 참고문헌
1. ↑  양태훈, 스카이문스테크놀로지, 모바일 게임 '방치함대' 퍼블리싱 종료...불성실 공시법인 지정 예고, 뉴스핌, 2024년 2월 20일
2. ↑  불성실공시법인지정- 스카이문스테크놀로지
3. ↑  스카이문스테크놀로지, 75억원 3자배정 유상증자 결정, 한국경제, 2024년 4월 29일
4. ↑  김경택, 스카이문스테크놀로지, 대규모 자금조달 소식에 3거래일 연속 '上', 뉴시스, 2024년 5월 3일